# FK 아우스트리아 빈
FK 아우스트리아 빈(FK Austria Wien)은 오스트리아의 수도 빈을 연고로 하는 오스트리아 축구 클럽이다. 1911–12 시즌에 처음 리그에 참가한 이래로 총 24회 우승했으며, 역대 두번째로 많은 1부 리그 우승을 기록하고 있다. 같은 도시를 연고로 하는 경쟁팀 라피트 빈과 함께 오스트리아 1부 리그에서 단 한번도 강등되지 않은 유일한 팀이기도 하다. 오스트리아 컵 27회, 오스트리아 슈퍼컵 6회 우승 기록을 가진 아우스트리아 빈은 앞에 언급한 대회들에서 가장 많은 우승을 했고, 오스트리아 클럽들 중 자국 리그 우승을 가장 많이 했다. UEFA 컵위너스컵 1977-78 시즌에는 결승전, 그 다음 시즌 유러피언 컵 8강까지 올랐다. 홈구장은 프란츠 호어 슈타디온이며, 2010년에 이탈리아 보험사와의 명칭 사용권 계약으로 제네랄리 아레나라고도 알려져 있다.

## 역사
아우스트리아 빈은 1911년 3월 12일에 비엔나 크리켓 & 축구 클럽(Vienna Cricket- and Football- Club)의 선수들과 임원들에 의해 빈 아마추어 스포츠연합(Wiener Amateur Sportvereinigung)으로 창단되었다. 1926년에 프로로 전향하면서 아마추어라는 이름을 아우스트리아로 바꾸었다.
나치 독일이 오스트리아를 지배하던 1938년부터 1945년까지 클럽의 유대인 임원이나 선수들은 떠나거나 나치 체제하에 죽임을 당했다. 이 기간에 아우스트리아 빈은 뚜렷한 성과를 거두지 못하였다. 하지만 나치의 스포츠 정책에 의해 팀 명칭을 바꾸려는 시도에도 불구하고 "아우스트리아"라는 이름을 지키는 성과를 이루었다.
제2차 세계 대전이 끝난 후 아우스트리아 빈은 1949, 1950, 1953, 1961, 1962, 1963, 1969년 시즌에서 우승을 거두는 성공적인 기간을 보냈다. 1960년대는 아우스트리아 빈의 황금기가 시작된 기간으로, 1960년부터 1993년까지 33회의 리그 가운데 16번의 우승을 차지하였다.
1970년부터 1975년까지 어려운 시기를 보냈었다. 1974-75 시즌이 팀에게 좋지 않은 시즌으로 끝나게 되자 평균 23세 이하로 1975-76 시즌을 준비하였다. 1975-76 시즌부터 1979-80 시즌까지의 다섯 시즌 동안 평균 23세 이하로 시즌을 시작하였다. 1975-76 시즌부터 1985-86 시즌까지의 11번의 시즌 동안 8번의 우승을 차지하였다. 1976-77 시즌에 컵 대회 우승을 차지한 후 1977-78 시즌에 UEFA 컵 위너스컵에 진출하여 RSC 안데를레흐트와의 결승전에서 패하여 준우승을 차지하였다. 또한 1978-79 시즌의 UEFA 챔피언스리그에서는 4강에 오르는 성과를 이루기도 하였다. 1982-83 시즌엔 컵위너스컵에 진출하여 4강에 올랐다.
이후 1990년대와 2000년대를 거치면서 5회의 우승을 더하였고, 7회의 컵대회 우승 기록을 추가하였다.

## 선수 명단

### 현역
참고: FIFA 자격 규정에 따라 소속된 국가대표팀 국기를 표시합니다. 선수는 복수의 FIFA 비회원국 국적을 가지고 있을 수 있습니다.
| 번호 | 포지션 | 국적       | 이름          |
| ---- | ------ | ---------- | ------------- |
| 3    | DF     |            | 루카스 갈바오 |
| 21   | DF     |            | 하킴 게누쉬   |
| 24   | DF     | 크로아티아 | 틴 플라보티치 |

| 번호 | 포지션 | 국적 | 이름           |
| ---- | ------ | ---- | -------------- |
| 66   | DF     |      | 마빈 다 그라사 |

## 역대 감독
| 감독            | 임기        |
| --------------- | ----------- |
| 마티아스 진델라 | 1936 ~ 1937 |
| 발터 샤흐너     | 2002        |
| 크리스토프 다움 | 2002 ~ 2003 |
| 요아힘 뢰프     | 2003 ~ 2004 |
| 토르스텐 핑크   | 2015 ~ 2018 |

## 역대 성적

#### 국내
- 오스트리아 분데스리가

우승 (24회) : 1924, 1926, 1949, 1950, 1953, 1961, 1962, 1963, 1969, 1970, 1976, 1978, 1979, 1980, 1981, 1984, 1985, 1986, 1991, 1992, 1993, 2003, 2006, 2013
준우승 (19회) : 1920, 1921, 1923, 1925, 1937, 1946, 1952, 1954, 1964, 1972, 1982, 1983, 1987, 1988, 1990, 1991, 1994, 2004, 2010
- 오스트리아 컵

우승 (27회) : 1921, 1924, 1925, 1926, 1933, 1935, 1936, 1948, 1949, 1960, 1962, 1963, 1967, 1971, 1974, 1977, 1980, 1982, 1986, 1990, 1992, 1994, 2003, 2005, 2006, 2007, 2009
준우승 (10회) : 1920, 1922, 1927, 1930, 1931, 1947, 1964, 1984, 1985, 2004

#### 유럽
- UEFA 챔피언스리그

4강 (1회) : 1978-79
8강 (1회) : 1984-85
- UEFA 컵 위너스컵

준우승 (1회) : 1977-78
4강 (1회) : 1982-83
8강 (1회) : 1960-61
- UEFA컵

8강 (2회) : 1983-84, 2004-05